# نادي غرانفيل
اتحاد غرانفيل الرياضي (بالفرنسية: Union Sportive Granville)‏ نادي كرة قدم فرنسي يلعب في الدوري الفرنسي للهواة. تم تأسيس النادي في عام 1918.

## روابط خارجية
- US Granville